# 在日ジャマイカ人
在日ジャマイカ人（ざいにちジャマイカじん）は、日本に一定期間在住するジャマイカ国籍の人々である。

## 統計
日本の法務省の在留外国人統計によると、2022年6月末時点で在日ジャマイカ人は917人である。
在留資格別（5位まで）
| 順位 | 在留資格                 | 人数 |
| ---- | ------------------------ | ---- |
| 1    | 教育                     | 454  |
| 2    | 技術・人文知識・国際業務 | 168  |
| 3    | 永住者                   | 106  |
| 4    | 日本人の配偶者等         | 72   |
| 5    | 家族滞在                 | 65   |

都道府県別（5位まで）
| 順位 | 都道府県 | 人数 |
| ---- | -------- | ---- |
| 1    | 神奈川   | 139  |
| 2    | 東京     | 132  |
| 3    | 愛知     | 56   |
| 4    | 埼玉     | 51   |
| 5    | 千葉     | 48   |